# Деллингсгаузен
Деллингсгаузен (нем. von Dellingshausen) — эстляндский баронский род.

## Происхождение и история рода
Родоначальник их, Генрих Деллингсгаузен, был купцом в Ревеле (1479) и старшиной большой гильдии. Потомки его были ратсгерами, гильдейскими старшинами и бургомистрами в Ревеле. Ганс Деллингсгаузен (умер в 1705 г.) был шведским генерал-майором.
Из другой отрасли происходил коммерции советник и бургомистр в Аренсбурге, Фома Деллингсгаузен, который получил в 1785 г. баронское достоинство Римской империи. Потомство его внесено в матрикулы дворянства Эстляндской губернии и острова Эзеля.
- Деллингсгаузен, Иван Фёдорович (1795—1845) — русский генерал-лейтенант, генерал-адъютант, участник войн против Наполеона и польского похода 1831 г.
- Деллингсгаузен, Эдуард:[править]  -  Деллингсгаузен, Эдуард Карлович (1824—1888) — русский генерал от инфантерии, участник Кавказских походов и русско-турецкой войны 1877—1878 гг.
  -  Деллингсгаузен, Эдуард Николаевич (1863—1939) — эстляндский губернский предводитель дворянства, член Государственного Совета, действительный статский советник, в должности гофмейстера.
- Деллингсгаузен, Александр Александрович (1889—1960) — полковник лейб-гвардии 4-го стрелкового полка, герой Первой мировой войны.
- Деллингсгаузен, Николай Александрович (1892—?) — капитан лейб-гвардии 4-го стрелкового полка, герой Первой мировой войны, участник Белого движения.

## Описание герба
Щит четверочастный с золотой окантовкой, в центре имеет малый голубой щиток, обремененный серебряной лилией. В первой и четвертой частях в красном поле на зеленой, пересеченной справа двумя серебряными реками, оконечности, серебряный обелиск, с повешенными на него накрест золотым колчаном с серебряными стрелами, и серебряной саблей с золотой рукоятью. Во втором и третьем серебряных полях черное орлиное крыло.
На щите немецкая баронская корона и два дворянских коронованных шлема. Нашлемники: правый — серебряная лилия, между восемью (4+4) золотыми пиками, веером стоящими, с красными штандартами, в коих по одной серебряной шестиконечной звезде; левый — рука в серебряных латах, локтем влево, держащая серебряный жезл Меркурия. с золотыми крылышками и перевитый зелеными змеями. Намет справа голубой, слева красный с серебром. Щит держат два золотых, с зелеными крыльями, отвернувшихся грифона.